# Generaldirektion Regionalpolitik und Stadtentwicklung
Die Generaldirektion Regionalpolitik und Stadtentwicklung (REGIO) ist eine Generaldirektion der Europäischen Kommission. Sie ist dem Kommissar für Regionalpolitik zugeordnet. Die Leitung der Generaldirektion hat Themis Christophidou inne.

## Direktionen
Die Generaldirektion ist in Brüssel angesiedelt und gliedert sich in sieben Direktionen:
- Direktion A: Haushalt, Kommunikation und allgemeine Angelegenheiten
- Direktion B: Politik
- Direktion C: Audit
- Direktion D: Europäische Territoriale Zusammenarbeit, Makro-Regionen, Interreg und Implementierung I
- Direktion E: Stärkung der Verwaltungskompetenz und Implementierung III
- Direktion F: Abschluss, Großprojekte und Implementierung III
- Direktion G: Intelligentes und nachhaltiges Wachstum und Implementierung IV